# Tecnicisme
usos d'aquest terme, vegeu Terminologia tècnica
El tecnicisme és un sistema filosòfic que fa referència a una confiança predominant a la tecnologia i al coneixement tècnic (vegeu Tècnica) com a factors primordials per a la societat en el seu conjunt.
Aquest s'associa de forma directa amb el mètode científic i les ciències aplicades, ja que tots dos en el seu conjunt són eines essencials pel desenvolupament de la tecnologia actual i a la inversa.

## Història del terme
Clarament es poden trobar referències –o bases– en diferents períodes de la història, on es manifesta mitjançant diverses obres diferents, tant filosòfiques, com científiques, polítiques o fins i tot artístiques -especialment de ciència-ficció- específiques.
El terme va començar a prendre força durant el Renaixement, Més endavant arriba a la seva versió compatible en la filosofia moderna (vegeu racionalisme) i de la Il·lustració, on la humanitat comença a ser el centre de la realitat, i l'aplicació de tecnologia esdevé un paper principal. Pensadors principals d'aquesta època, com René Descartes i Galileo Galilei, clarament es van veure influenciats per Leonardo da Vinci i la seva visió mecanicista del món, fet que va influir notablement –va ser base– dels seus treballs.
Més tard un dels filòsofs més importants del segle xvii, Thomas Hobbes, va ser el primer a aplicar també sota la direcció del tecnicisme, una anàlisi mecànica per a l'Estat, és a dir, va estructurar el seu estudi utilitzant models i mètodes mecanicistes. Hobbes va veure tota la realitat a través de les ulleres de la mecànica, fins i tot va veure a Déu com el gran arquitecte que havia construït una màquina, que després va posar en moviment, deixant el seu funcionament a les lleis mecàniques de la naturalesa. El món es pot comparar, segons ell, a un rellotge que funciona lentament.
Des de mitjan segle xix, la realització pràctica del pensament tecnicista ha tingut influència en dos corrents principals: el positivisme i el marxisme, on "l'home tècnic" no només regeix la naturalesa, sinó també té la societat i el futur al seu abast. Portaveus principals d'aquests moviments van ser Auguste Comte i Karl Marx.
A partir del segle xx, amb l'avanç exponencial d'innombrables avanços –i conquestes– tecnològics, aquest corrent comença a prendre un paper molt ampli en diferents sectors de la societat, fent-se notar públicament en diferents índoles públiques i privades, prenent particular força en corrents del pensament científic i és pres com a base d'innombrables famoses obres de ciència-ficció, que serveixen com a eina de promoció del corrent tecnicisme a milions de persones.

## Filosofia
Hi ha persones que sostenen que el tecnicisme és la creença que la humanitat controlarà exponencialment o totalment la seva existència mitjançant eines tecnològiques. En altres paraules, serem capaces de dominar tots o la major part dels problemes a través d'avanços tecnològics. Per exemple la possible creació d'una economia postescassetat, apel·lant al Transhumanisme o portat al límit fins i tot podent controlar el temps en un futur distant mitjançant tecnologies avançades.
 
El Tecnicisme tendeix a desviar-se o allunyar-se -sense negar- de tot el que és superstició, religió o altres doctrines sense rellevància empírica, no quantitatives o inútils per al desenvolupament tecnològic. Els seguidors o persones denominades "tecnicistes" opten generalment per seguir camps relacionats amb la ciència, enginyera o altres camps tècnics/científics.
Aquest sistema tendeix a fusionar-se i associar-se fortament amb el cientificisme, creant corrents híbrides com el cientificisme tecnicista, ja que la ciència i la tecnologia han estat sempre íntimament connectades, i se situa en contraposició a corrents ideologies com el Neoludismo, Anarcoprimitivismo o altres corrents que rebutgen o s'oposen al desenvolupament tecnològic.

## Actualitat i avenir
En l'actualitat es pot veure clarament un creixement exponencial d'aquest sistema filosòfic, podem observar un alt creixement en moviments transhumanistes que promouen proposicions com perllongar la vida humana –fins i tot aconseguir la immortalitat– i adquirir capacitats sobrehumanes mitjançant la fusió de l'home amb la màquina. Corrent que també dona motiu a moviments com el singularitarianisme. Diversos personatges famosos actuals promouen una visió tecnicista del món, com per exemple el tecnòleg Raymond Kurzweil, el físic Michio Kaku i el científic informàtic Marvin Minsky.

### Futur
El tecnicisme marca una tendència cap a un futur que alguns denominen "l'era tecnotrònica", on reemplaçarà sistemes filosòfics i religiosos anteriors, canviant el conjunt de valors prèviament establerts, i segurament prendrà un caràcter revolucionari. Aquest fenomen vindrà de la mà del creixement exponencial de la tecnologia (vegeu llei de Moore), que ho farà capaç de prometre i trobar solucions empíriques a problemes que abans eren abastats mitjançant la religiositat i altres corrents sense base científica.